# Cyanagraea praedator
Espèce
Cyanagraea praedator est une espèce de crabes vivant près des monts hydrothermaux. C'est la seule espèce du genre Cyanagraea,.
On la retrouve à des profondeurs variant de 2 535 à 2 630 mètres sur la dorsale du Pacifique Est, sur les « parties supérieures des fumeurs noirs ». Son hémocyanine possède de fortes affinités chimiques pour l'oxygène et produit un effet Bohr significatif, qui n'est pas affecté par l'acide lactique.
Cyanagraea praedator est, de loin, le plus grand représentant de la famille Bythograeidae, atteignant une taille maximale de carapace d'environ 123,0 par 74,8 millimètres.
On a observé sur C. praedator des spécimens de sangsues Bathybdella sawyeri.